# Altrisuoni
Altrisuoni est un label discographique suisse de jazz, basé à Yvorne, dans le canton de Vaud.

## Histoire
Le label est fondé en 1993 par Romano Nardelli, Stefano Franchini et Christian Gilardi.
Basé à Yvorne dans Canton de Vaud, le label Altrisuoni présente d'abord principalement des artistes de la scène jazz suisse. Le catalogue s'étoffe ensuite avec des musiciens internationaux. On y trouve des musiciens tels que: Alben von Enrico Rava, Furio Di Castri, Flavio Boltro, Dado Moroni, Pierre Favre, Marcel Papaux, John Wolf Brennan, Béatrice Graf, Fredi Lüscher, Dave Samuels, Nils Wogram, Albin Brun, le Hammer Klavier Trio, Albert Mangelsdorff ou Michel Godard.
Depuis l'année 2016, le label Altrisuoni appartient au groupe PBR Record Ltd., une société de distribution, publication et production dont le siège est à Yvorne (VD), près de Montreux.